# ألونزو
ألونزو (بالفرنسية: Alonzo)‏ هو رابر فرنسي، ولد في 25 يوليو 1982 في مارسيليا في فرنسا.

## وصلات خارجية
- ألونزو على موقع ميوزك برينز (الإنجليزية)
- ألونزو على موقع ديسكوغز (الإنجليزية)
- ألونزو على موقع ديسكوغز (الإنجليزية)